# 神旺大飯店
神旺大飯店為臺商旺旺集團經營的飯店。目前神旺飯店在臺灣的臺北市，以及中國大陸的上海市、南京市、西寧市、淮安市等地有據點。

## 發跡
早期蔡衍明與合夥人將台北市大安區忠孝東路四段172號「龍普大飯店」承接下來，更名為「亞太大飯店」，蔡衍明僅當投資者，賣方新銳禾公司負責實際經營；當時亞太大飯店的潮州菜在臺北市可謂首屈一指，還曾因中華民國總統陳水扁的女兒陳幸妤於此文定之喜而名噪一時。但亞太大飯店經過六年多的營運後，獲利不盡理想，再加上租約到期，而由旺旺集團收回自營成為神旺大飯店，引進相關管理人員後，陸續開展台海兩岸的其他分店。
神旺大飯店最大的特色就是陳設一些各國當代藝術品真跡。蔡衍榮廣泛收藏藝術品，小部分收藏品於神旺大飯店各分店展出。
2022年7月，神旺大飯店發布聲明稿證實，1976年興建的台北神旺大飯店將於本年9月15日歇業、年底拆除改建，神旺商務酒店持續營業。

## 爭議事件
2013年8月，上海神旺大酒店因租約糾紛，承租的KTV業者以黑道無賴手段癱瘓飯店營運，當地警方卻僅採消極態度處理。飯店上千名員工齊聚飯店門口示威，拉出「抗議執法不公」布條怒斥警方包庇KTV業者。

## 分店

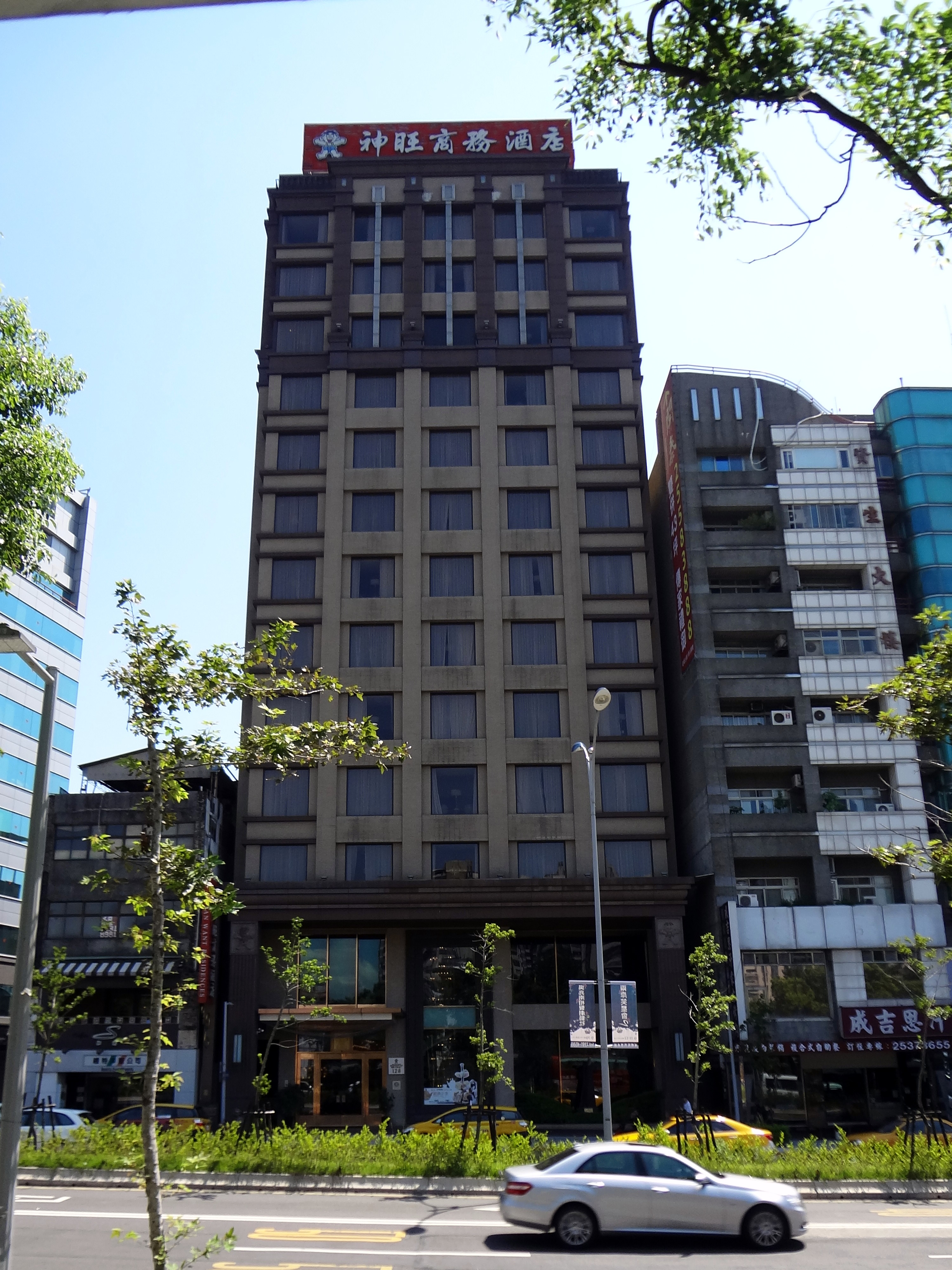
神旺商務酒店

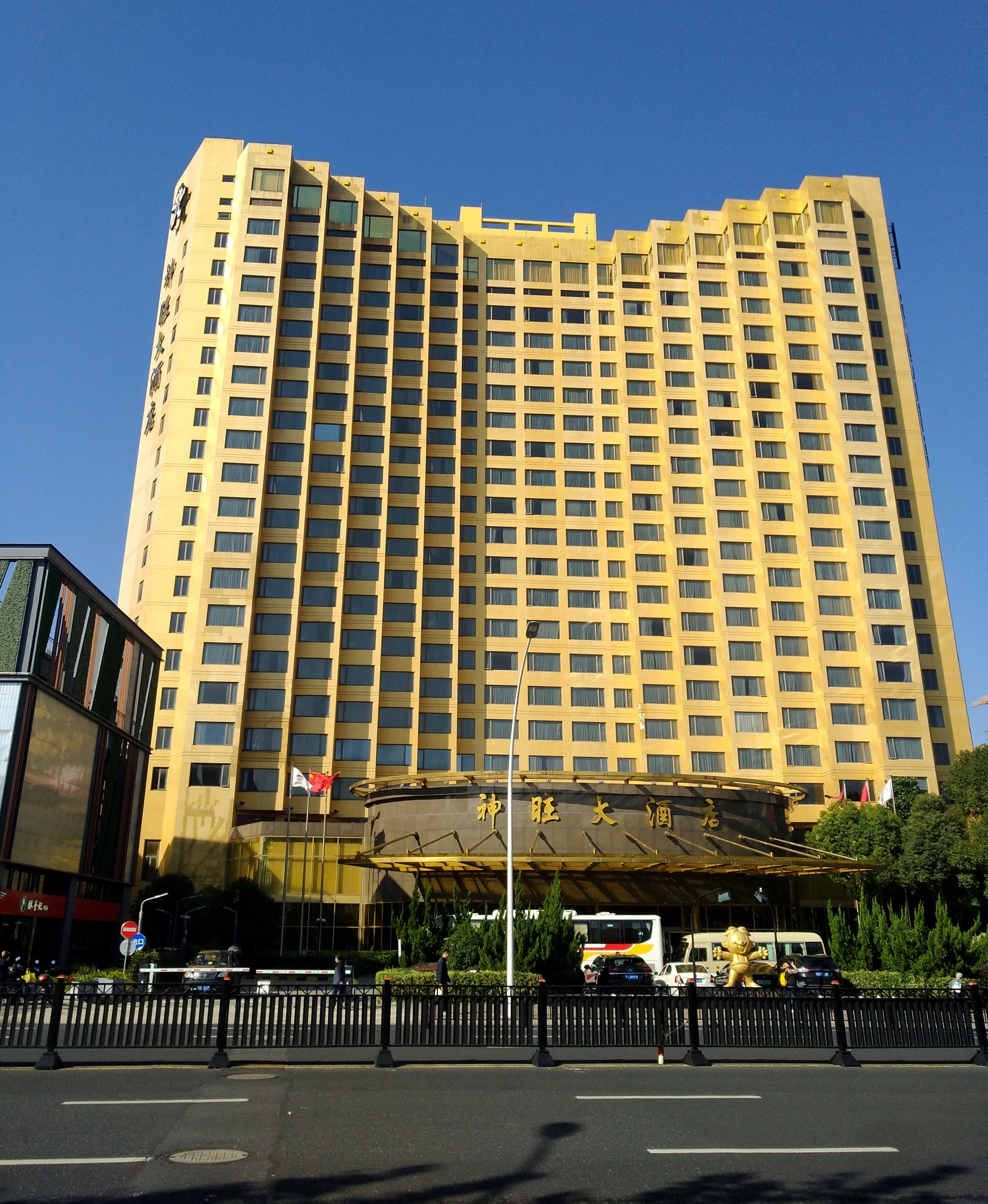
上海神旺大酒店

### 臺灣
- 臺北市
  - 神旺商務酒店：中山區南京東路一段128號
  - 潮品集潮州餐廳【忠孝店】：大安區忠孝東路四段166號2樓
  - 潮品集潮坊【新光A4店】：信義區松高路19號6樓(新光三越台北信義新天地A4館)
  - 普諾麵包坊：大安區忠孝東路四段170巷6弄1號1F

### 中国大陆
- 上海市
  - 神旺大酒店：徐汇区宜山路650号
- 淮安市
  - 神旺大酒店：清江浦区翔宇大道156号
- 西寧市
  - 神旺大酒店：城中区长江路79号

## 已歇業/未开业

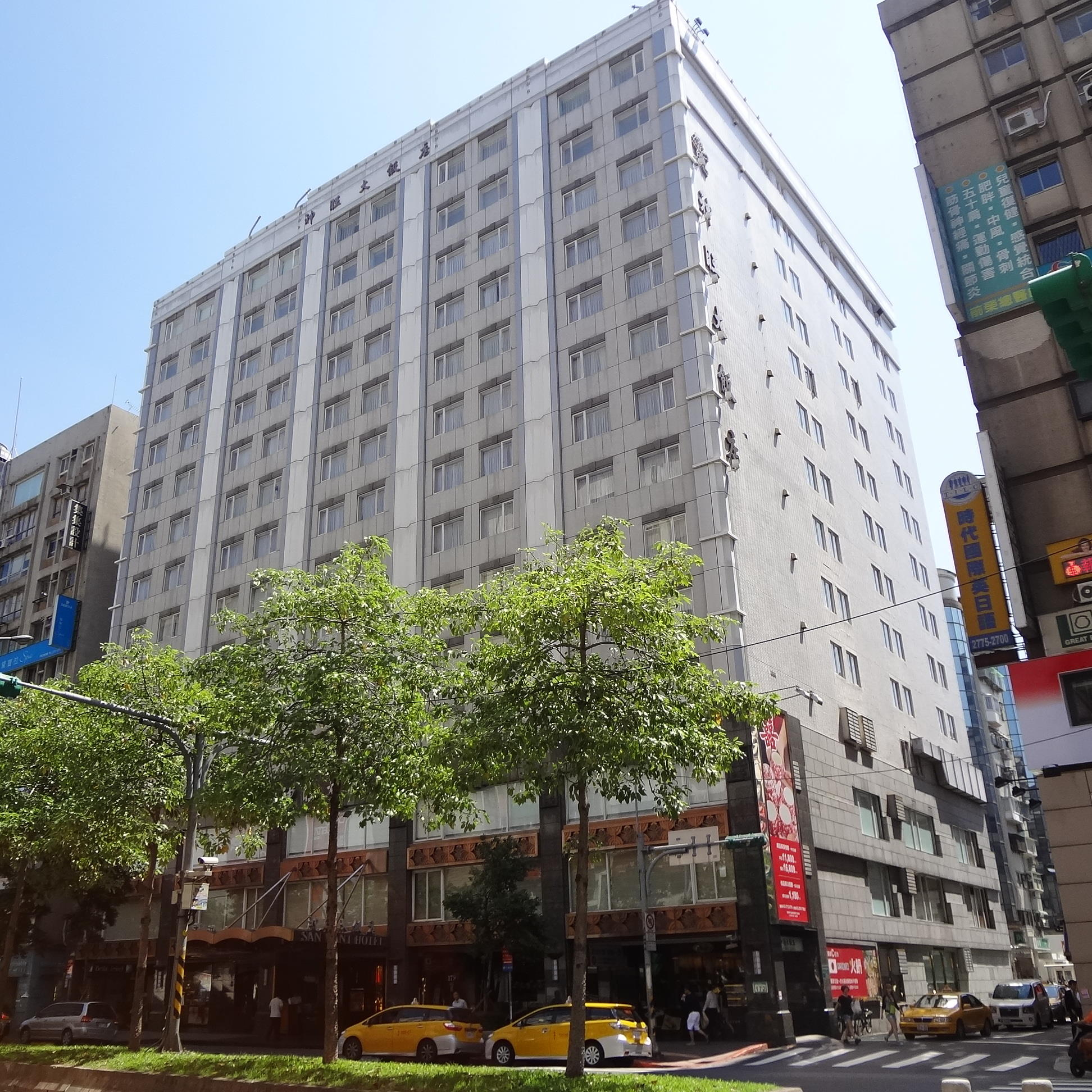
台北神旺大飯店

### 臺灣
- 臺北市
  - 神旺大飯店：大安區忠孝東路四段172號（已於2022年9月15日21:00起永久歇業）

### 中国大陆
- 南京市

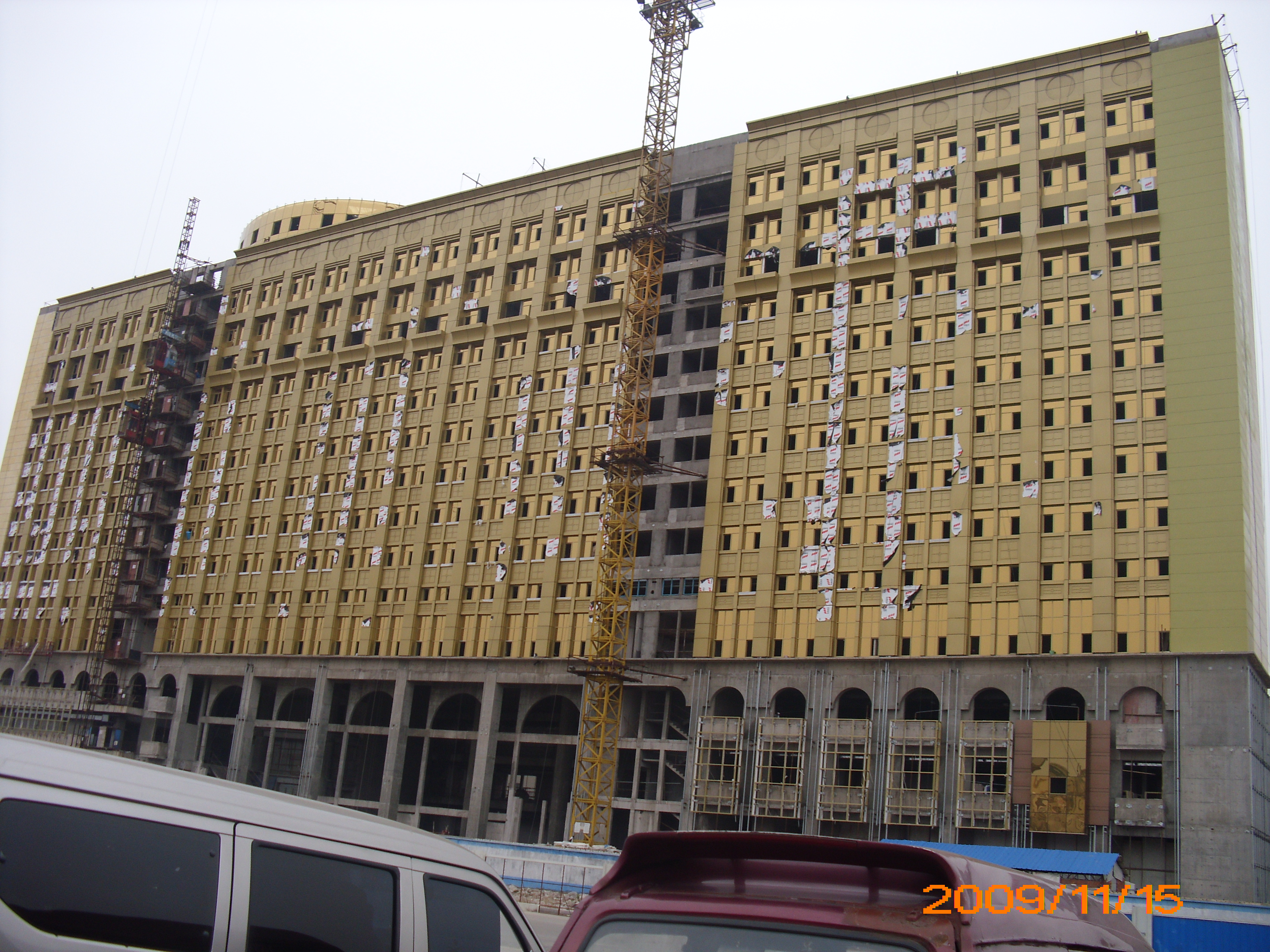
在建的南京神旺大飯店

  - 神旺大酒店：位于江宁区双龙大道1128号，2006年开始建设后一直处于闲置状态。2025年旺旺方面投资5亿元全面重启该酒店，计划于2027年开业。[3][4]

## 外部連結
潮品集潮州餐廳
- （繁體中文）（简体中文）（英文）（日語）潮品集潮州餐廳 （页面存档备份，存于）
- 潮品集潮州餐廳  LINE 官方帳號
- 台灣公司資料
- 潮品集潮州餐廳的Facebook專頁
- 潮品集潮州餐廳的Instagram帳戶

神旺商務酒店
- （繁體中文）（简体中文）（英文）（日語）神旺商務酒店 （页面存档备份，存于）
- 神旺商務酒店  臺灣旅宿網
- 台北神旺商務酒店的Facebook專頁
- 神旺商務酒店的Instagram帳戶

普諾麵包坊
- 神旺速速購 （页面存档备份，存于）
- 神旺普諾麵包坊Pozzo Bakery的Facebook專頁